# Ванжулівська сільська рада
Ванжу́лівська сільська́ ра́да — адміністративно-територіальна одиниця та орган місцевого самоврядування в Лановецькому районі Тернопільської області. Адміністративний центр — село Ванжулів.

## Загальні відомості
- Територія ради: 3,8 км²
- Населення ради: 689 осіб (станом на 2001 рік)
- Територією ради протікає річка Буглівка

## Населені пункти
Сільській раді були підпорядковані населені пункти:
- с. Ванжулів
- с. Мала Карначівка

## Склад ради
Рада складалася з 15 депутатів та голови.
- Голова ради: Лукинів Іван Ярославович
- Секретар ради: Левчук Галина Іванівна

### Керівний склад попередніх скликань
| Прізвище, ім'я, по батькові | Основні відомості                                                                                            | Дата обрання | Дата звільнення |
| --------------------------- | --- | ------------ | --------------- |
| Лукінів Іван Ярославович    | Сільський голова, 1971 року народження, член Народного Руху України                                          | 26.03.2006   | 31.10.2010      |
| Лукинів Іван Ярославович    | Сільський голова, 1971 року народження, освіта середня спеціальна, член Всеукраїнського об'єднання «Свобода» | 31.10.2010   |                 |

Примітка: таблиця складена за даними сайту Верховної Ради України

### Депутати
За результатами місцевих виборів 2010 року депутатами ради стали:

#### За суб'єктами висування
| Суб'єкт висування                                       | Кількість обраних депутатів | %  |
| ------------------------------------------------------- | --------------------------- | -- |
| Самовисування                                           | 9                           | 60 |
| Політична партія Всеукраїнське об'єднання «Батьківщина» | 6                           | 40 |

#### За округами
| № округу                                                | Прізвище, ім'я, по батькові | Дата визнання обраним | Освіта  | Партійна приналежність                        | Відомості про обраного депутата                                       |
| ------------------------------------------------------- | --------------------------- | --------------------- | ------- | --------------------------------------------- | --------------------------------------------------------------------- |
| Політична партія Всеукраїнське об'єднання «Батьківщина» |                             |                       |         |                                               |                                                                       |
| 4                                                       | Охнівська Тетяна Миколаївна | 04.11.2010            | вища    | член Всеукраїнського об'єднання «Батьківщина» | Ванжулівська загальноосвітня школа І-ІІ ст., вчитель англійської мови |
| 6                                                       | Кушнір Ігор Ярославович     | 04.11.2010            | вища    | член Всеукраїнського об'єднання «Батьківщина» | Ванжулівська загальноосвітня школа І-ІІ ст., директор школи           |
| 7                                                       | Когут Людмила Володимирівна | 04.11.2010            | середня | член Всеукраїнського об'єднання «Батьківщина» | тимчасово не працює                                                   |
| 11                                                      | Войцещук Олег Олександрович | 04.11.2010            | вища    | член Всеукраїнського об'єднання «Батьківщина» | Ванжулівська загальноосвітня школа І-ІІ ст., вчитель математики       |
| 12                                                      | Басараб Петро Дмитрович     | 04.11.2010            | середня | член Всеукраїнського об'єднання «Батьківщина» | тимчасово не працює                                                   |
| 15                                                      | Скочеляс Михайло Богданович | 04.11.2010            | середня | член Всеукраїнського об'єднання «Батьківщина» | Лановецький цукровий завод, слюсар-ремонтник                          |
| Самовисування                                           |                             |                       |         |                                               |                                                                       |
| 1                                                       | Паранюк Лариса Анатоліївна  | 04.11.2010            | середня | позапартійна                                  | декретна відпустка                                                    |
| 2                                                       | Пугало Іван Романович       | 04.11.2010            | середня | позапартійний                                 | тимчасово не працює                                                   |
| 3                                                       | Левчук Галина Іванівна      | 04.11.2010            | середня | позапартійна                                  | Ванжулівська сільська рада, секретар сільської ради                   |
| 5                                                       | Лобунь Лариса Андріївна     | 04.11.2010            | вища    | позапартійна                                  | пенсіонер                                                             |
| 8                                                       | Охнівська Галина Степанівна | 04.11.2010            | середня | позапартійна                                  | Ванжулівська сільська рада, техпрацівник                              |
| 9                                                       | Логащук Олег Павлович       | 04.11.2010            | середня | позапартійний                                 | пенсіонер                                                             |
| 10                                                      | Данилюк Світлана Василівна  | 04.11.2010            | середня | позапартійна                                  | Ванжулівська сільська рада, інспектор по землеустрою                  |
| 13                                                      | Дундій Павло Ярославович    | 04.11.2010            | середня | позапартійний                                 | перебуває на обліку в центрі зайнятості                               |
| 14                                                      | Тверденюк Ярослава Іванівна | 04.11.2010            | середня | позапартійна                                  | Ванжулівська сільська рада, бухгалтер                                 |